# Temnotrema
Temnotrema is een geslacht van zee-egels uit de familie Temnopleuridae. De wetenschappelijke naam van het geslacht werd in 1864 voorgesteld door Alexander Agassiz.

## Soorten
- Temnotrema bothryoides (L. Agassiz, 1846)
- Temnotrema elegans Mortensen, 1918
- Temnotrema hawaiiense (A. Agassiz & H.L. Clark, 1907)
- Temnotrema maculatum (Mortensen, 1904)
- Temnotrema pallescens H.L. Clark, 1925
- Temnotrema phoenissa H.L. Clark, 1926
- Temnotrema pulchellum (Mortensen, 1904)
- Temnotrema reticulatum (Mortensen, 1904)
- Temnotrema rubrum (Döderlein, 1885)
- Temnotrema scillae (Mazzetti, 1893)
- Temnotrema sculptum A. Agassiz, 1864
- Temnotrema siamense (Mortensen, 1904)
- Temnotrema xishaensis Liao, 1978